# Педроган-Гранде (район)
Педроган-Гранде (порт. Pedrógão Grande) — район (фрегезия) в Португалии, входит в округ Лейрия. Является составной частью муниципалитета Педроган-Гранде. По старому административному делению входил в провинцию Бейра-Литорал. Входит в экономико-статистический субрегион Пиньял-Интериор-Норте, который входит в Центральный регион. Население составляет 2788 человек на 2001 год. Занимает площадь 80,07 км².